# Entschenkopf
Der Entschenkopf ist ein 2043 m ü. NHN hoher Berg in den Allgäuer Alpen. Sein nach Süden streichender Bergkamm bildet die östliche Begrenzung des Gaisalptals.
Der Entschenkopf kann sowohl von Norden (vom Falkenjoch) als auch von Süden (vom Oberen Gaisalpsee) erreicht werden. Beide Anstiege erfordern Trittsicherheit und Schwindelfreiheit.